# BritBox
BritBox是一個由英國廣播公司（BBC）和獨立電視公司（ITV plc）共同設立的訂閱服務，服務範圍包括英國、美國、加拿大、澳洲及南非，並計劃於2022年內在北歐五國開始服務。這一服務主要提供英國影視節目，主要片源提供來自於英國各大電視台。BritBox計劃從2020年開始製作播出原創節目。

## 外部連結
- Britbox (US/CA) – official site
- Britbox (UK) – official site